# Fynske Antifascister
Fynske Antifascister (FAF) er en venstreorienteret, autonom gruppe i Odense, som blev startet i 1996. 
Gruppen udsprang af det daværende punk-miljø i byen og blev startet på initiativ af i bl.a. tidligere aktivister organisationerne Gadens Parlament, Rebel, og Café Kaos. 

## Navn
Gruppens navn var i første omgang blot akronymet, FAF, uden at denne havde én fast betydning. Forkortelsen drager paralleller til den autonome, antifascistiske bevægelse AFA, Antifascistisk Aktion, samt til Fyns Andels Foderstofkompagni, der har siloer og bygninger på Odense Havn, hvorfra deres logo med akronymet FAF kan ses.
Navnet blev i gruppens første løbesedler og klistermærker brugt som en ordleg, hvor forkortelsen kunne stå for en mængde forskellige ting – heriblandt "Find Andre Forkortelser". Siden slutningen af halvfemserne er navnet dog blevet fast etableret som akronym for Fynske Anti-Fascister i al gruppens materiale og på gruppens websted.

## Ideologi
FAF bekender sig ikke officielt til nogen specifik venstreorienteret ideologi, men skriver i deres manifest såvel som i deres egen historie, at de netop lægger vægt på at være en gruppe, der ikke er bundet til en bestemt ideologi. I stedet blev gruppen dannet ud fra princippet om at alle individer i gruppen kunne blive enige om enkeltsager og om princippet om direkte aktion – det vil sige udenomsparlamentarisk handling.
Ikke desto mindre har FAF især i de tidlige år benyttet sig af anarkistiske symboler og retorik, bl.a. ved at inkooperere det anarkistiske cirkel-a, i forkortelsen 'FAF', og ved bl.a. at lade forkortelsen stå for 'Frit Anarkistisk Fyn'. Gruppen benytter sig også af ord som 'socialisme', bl.a. i parolen på gruppens tidligere hjemmeside: Mod kapitalisme, racisme, sexisme og homofobi – for socialisme, frihed, lighed og oprør, hvilket også stod på t-shirts, som FAF har produceret.
Selvstændighed og direkte aktion er ifølge FAFs eget manifest "Handling gi'r Forvandling"  væsentlige elementer i gruppens ideologiske og organisatoriske udgangspunkt. Disse elementer deler de med den autonome bevægelse og ideologi, og FAF vedkender sig da også at have sine rødder i denne – bl.a. i et kommuniké, gruppen udsendte i 2004 med titlen "Forbliv radikal" .

## Aktiviteter
Fynske Antifascister var i 1990'erne aktive omkring solidaritets- og oplysningsarbejde vedrørende den dødsdømte Mumia Abu-Jamal og de anklagede aktivister i den berømte McLibel-sag i England. Gruppen arrangerede også transport til demonstrationerne og blokaderne mod den årlige Rudolf Hess-march, som det nazistiske DNSB arrangerede i Greve, og har været medarrangør af de årlige krystalnats-demonstrationer i Odense.
Fra slutningen af 1990'erne har gruppens arbejde lagt mere vægt på kampagner mod racisme og fremmedhad samt for flygtninges ret til asyl. Gruppen har blandt andet siden 2000 været arrangør for anti-racistiske seminarer, demonstrationer og andre aktiviteter vendt imod Dansk Folkepartis Ungdoms og Dansk Folkepartis årsmøder, der har været afholdt i Odense.
Fra FAFs start i 1996 til omkring 2000 arrangerede gruppen koncerter flere gange årligt i aktivitetshuset Badstuen. I 2000 oprettede FAF sammen med andre grupper og enkeltpersoner den venstreorienterede Café Zekés, der åbnede den 18. maj på Læssøegade i Odense, hvorefter den i 2003 flyttede til Store Glasvej, indtil den lukkede i 2005.